# موهرا هیران
موهرا هیران (به انگلیسی: Mohra Heran) یک روستا در پاکستان است که در منطقه پنجاب واقع شده‌است. موهرا هیران ۴۸۹ متر بالاتر از سطح دریا واقع شده‌است.